# Undantagstillstånd
Undantagstillstånd är temporära rättsliga tillstånd när statsmakten tillfälligtvis ger sig själv utökade befogenheter för att ta kontroll över svåra eller farliga inhemska nödlägen, i synnerhet när dessa befogenheter inskränker människors friheter. Under ett undantagstillstånd sätts med andra ord de ordinära konstitutionella förfarandena ur spel, i syfte att återupprätta ordningen vid fara för rikets säkerhet, naturkatastrofer, eller andra nationella olyckstillbud. Om en stat formellt inför undantagstillstånd – vilket inte alla länder har konstitutionell möjlighet till – på nationell eller lokal nivå är det fråga om ett mycket akut nödläge.
Termen "undantagstillstånd" kan emellertid också avse mindre allvarliga nödlägen som föranleder statsmakter att tillfälligt införa restriktioner mot människors friheter och rättigheter. Undantagstillstånd är ett etablerat rättsbegrepp för särskilda förhållanden under nationella nödlägen. Olika länders lagstiftningar kan emellertid också tala om nödtillstånd, kris, extraordinär händelse, katastroftillstånd, larmberedskap, belägringstillstånd, krigsrätt och krigstillstånd för delvis samma lägen.
1978 befann sig 30 länder i något slags undantagstillstånd, och 1986 var antalet 70.

## Akutlägen och normaltillstånd
Undantagstillstånd kan definieras genom att kontrastera tillståndet mot normalordningen i en stat. En normalordning är förhållandevis konstant och regleras av den ordinära lagen. En sådan normalordning kan bara fortgå så länge som ingen annan ordning övermannar den. När det senare inträffar, uppstår en ordning av undantagstillstånd. Ett sådant undantagstillstånd kan bara fortgå under en kortare tidsrymd för att tillståndet inte ska bli den nya normalordningen.
Det kan variera hur alarmerande fara det måste vara fråga om för att ett akutläge kan sägas råda vilket legitimerar undantagstillstånd. Faran kan rikta sig mot den organiserade existensen av staten eller mot dess befolkning, härröra från politiska kriser, force majeure, ekonomiska kriser, uppstå under belägring, förhöjd beredskap, inbördeskrig, krigstillstånd, upplopp, epidemier, med mera. Beroende på farans allvar och art kan undantagstillståndets omfång vara olika stort och dess innehåll variera.

## Rättslig reglering
Ramarna för undantagstillstånd kan, men måste inte, regleras i lag. Det handlar då vanligen om hur regeringar får agera när de uppfattar det som att de befinner sig i fara. Sådana regleringar uppmuntras internationellt av organisationer som International Commission of Jurists (ICJ) och International Law Association (ILA), i syfte att upprätthålla grundläggande mänskliga rättigheter (jämför jus cogens) under nationella kriser och olyckstillbud. När undantagstillstånd är konstitutionellt reglerat i lag, kan stater formellt utlysa undantagstillstånd, vilket i så fall gäller stater som befinner sig i de allvarligaste akutlägena, medan stater i fara på medelnivå ändå kan vidtaga åtgärder som inskränker människors friheter utan att undantagstillstånd formellt har utlysts.
Det skiljer sig åt i olika länder hur detaljerat i lag undantagstillstånd regleras. Före detta Öststater har exempelvis mycket detaljerade lagar om undantagstillstånd vilket tycks ha uppkommit i reaktion mot hur undantagstillstånd användes under kommunisttiden. Huruvida regler om undantagstillstånd bäst lämpligen regleras konstitutionellt eller inte är emellertid en omdebatterad fråga, vilket i synnerhet gäller tillfällen när hotbilden är komplicerad. Venedigkommissionen inom Europarådet har angående så kallade emergency powers rekommenderat att nödtillstånd ska proklameras offentligt, att proportionalitetsprincipen ska tillämpas, att rättsstaten ska kvarbli i sådana lägen, att de nödlägen som kan ge upphov till undantagstillstånd klart ska formuleras i grundlagen, samt att grundlagen klargör vilka friheter och rättigheter som kan inskränkas i nödlägen och vilka nya skyldigheter som kan åläggas medborgarna. Med emergency powers åsyftas ageranden som företas av legala myndighetspersoner eller statliga organ vid nödlägen. Dessa aktörer måste erkännas vara legala för att deras myndighetsutövning ska kunna utövas. Emergency powers kan antingen ske enligt regler i force majeure-klausuler (konstitutionell krisberedskap, som Sverige), speciallagstiftning under pågående nödsituation, eller med konstitutionell nödrätt när nöden anses sakna lag och myndighetsutövningen strider mot lagen.
Den mest doktrinära definitionen av undantagstillstånd, är sådan när staten ger militären laglig rätt till strategier och taktiker vid nationell oro som exempelvis vid terrorism. Ett välkänt sådant exempel är när Nazityskland 28 februari 1933 utlyste undantagstillstånd på grund av påhittad nöd och falska påståenden om kris och därmed upphävde de medborgerliga friheterna, vilket också belyser hur rättsbegreppet ifråga kan missbrukas av politiska skäl. Införandet genomfördes med hjälp av inkallande av utvalda riksdagsledamöter till polisförhör, så att andelen av de närvarande som stödde förslaget blev stort nog. Efter terroristattackerna 11 september 2001 har tidskriteriet av undantagstillståndet ifrågasatts, att ett undantagstillstånd definitionsmässigt vore kortvarigt och temporärt till sin natur. I stället har hävdats att terrorismhotet leder till ett transnationellt permanent akutläge för västvärlden, något som skulle ha satt lagstyret ur spel men också motiverat väststater att under 2000-talet ingripa militärt i krig i Mellanöstern.

## Effekter
Vid undantagstillstånd kan, om det är adekvat i förhållande till situationen, den verkställande makten (regeringen eller statschefen) utfärda tillfälliga lagar, något som normalt ankommer parlamentet (den lagstiftande makten). Beroende på undantagstillståndets orsak kan det leda till beslut om införande av vissa tvångsmedel, utegångsförbud, evakuering, avspärrningar, ökade polisiära kontroller, avverkning av skog (vid skogsbrand), bruk eller konfiskering av privat egendom, ransonering av el, mat och vatten, avlyssning, övervakning, med mera.
Det är vanligtvis olagligt att ändra undantagslagarna eller konstitutionen så länge undantagstillstånd råder, vid inomkonstitutionella undantagstillstånd.[källa behövs]

## Akademiska och politiska diskussioner
Giorgio Agamben har under 1990- och 2000-talen använt termen i utvidgad bemärkelse, och också innefattat vad som i andra sammanhang också har kallats parallellsamhällen. Han definierar ett undantagstillstånd som ett preliminärt tillstånd när någon i samma andetag både binder sig till lagen och fördömer densamma. Han utgår i sitt resonemang från Carl Schmitts uppfattning om att suveränitet innebär att leda vid exceptionella situationer. Undantagstillstånd blir därmed för Schmitt ofrånkomligt ett slag av diktatur, i vilken en ledare utfärdar utomrättsliga regler/lagar med motiveringen av att dessa har laga kraft. För Agamben är undantagstillstånd i stället en zon som saknar lag, en anomisk zon. Ett undantagstillstånd blir därmed för Agamben ett fictio iuris som påstår att lagar upprätthålls genom att upphäva dem, men ändå genererar våld som strider emot lagen. Rättshistoriskt sett kan undantagstillstånd härledas till Romerska republiken som kunde förklara situationen vara tumultus, ett tillstånd som exempelvis uppstod i det institutionella kaoset när en ledare plötsligt avlidit. Agamben liknar undantagstillståndet vid de juridiska lägena i koncentrationsläger och flyktingskap, men också tillfällen av upplopp (anomiskt våld), levnadsvillkoren för gatubarn, och krigsläger i forna Jugoslavien. I synnerhet den juridiska situationen i olika läger är föremål för Agambens studier av undantagstillstånd, när en ordning utan lokalisering blir en lokalisering utan ordning, och därigenom blir ett nomos för modernitetens biopolitik.
Frågor om undantagstillstånd aktualiserades i västvärlden efter 11 september 2001, och användes exempelvis för att legitimera förfarandena runt Guantánamobasen. Men med stöd av Agamben beskrevs förfarandena som undantagstillstånd också av kritiker, där undantaget blev regeln, och förhållandet mellan lag och anomi kollapsade.